# Droga krajowa SS72 (Włochy)
Droga krajowa SS72 (wł. Strada Statale 72 di San Marino) - droga krajowa trzeciej kategorii we Włoszech. Dwujezdniowa arteria łączy Rimini z San Marino. Trasa została wybudowana jeszcze przed II wojną światową. Droga jest głównym szlakiem komunikacyjnym łączącym Włochy z San Marino. Wzdłuż trasy, która serpentynami wspina się do San Marino ulokowano kilka stacji benzynowych i parkingów. Z drogi roztacza się malowniczy widok na Adriatyk i nizinne rejony okolic Rimini, Ceseny i Ravenny. W pobliżu końca drogi w San Marino znajduje się stacja kolejki linowej, która wwozi turystów na Monte Titano.
Droga ma oznaczenie SS72 tylko na odcinku Rimini-granica z San Marino.